# Planul orientat Fano

Planul Fano

În geometria finită, planul Fano (după Gino Fano) este planul proiectiv finit de ordinul 2. Este planul proiectiv finit cu cel mai mic număr posibil de puncte și linii: 7 puncte și 7 linii, cu 3 puncte pe fiecare linie și 3 linii prin fiecare punct. Notația standard pentru acest plan, ca membru al unei familii de spatii proiective, este PG(2, 2) unde PG reprezinta "geometrie proiectiva", primul parametru este dimensiunea geometrica si al doilea parametru este ordinea.
Planul Fano este un exemplu de structură de incidență finită, astfel încât multe dintre proprietățile sale pot fi stabilite folosind tehnici combinatorii și alte instrumente utilizate în studiul geometriilor incidenței. Deoarece este un spațiu proiectiv, tehnicile algebrice pot fi, de asemenea, instrumente eficiente în studiul său.

## Coordonate omogene
Planul Fano poate fi construit prin algebră liniară ca plan proiectiv peste câmpul finit cu două elemente. Se poate construi planuri proiective în mod similar peste orice alt câmp finit, planul Fano fiind cel mai mic.
Folosind construcția standard a spațiilor proiective prin coordonate omogene, cele șapte puncte ale planului Fano pot fi etichetate cu cele șapte triple ordonate diferite de zero ale cifrelor binare 001, 010, 011, 100, 101, 110 și 111. Acest lucru se poate face în așa fel încât pentru fiecare două puncte p și q, al treilea punct de pe linia pq are eticheta formată prin adăugarea etichetelor lui p și q modul 2. Cu alte cuvinte, punctele planului Fano corespund punctelor nenule ale spațiului vectorial finit de dimensiunea 3 peste câmpul finit de ordinul 2.
Datorită acestei construcții, planul Fano este considerat a fi un plan desarguesian, chiar dacă planul este prea mic pentru a conține o configurație Desargues nedegenerată (care necesită 10 puncte și 10 linii).
Liniile planului Fano pot primi, de asemenea, coordonate omogene, folosind din nou tripluri diferite de zero ale cifrelor binare. Cu acest sistem de coordonate, un punct este incident la o linie dacă coordonatele pentru punct și coordonatele pentru linie au un număr par de poziții la care ambii au biți diferiți de zero: de exemplu, punctul 101 aparține liniei 111, deoarece au biți diferiți de zero la două poziții comune. În ceea ce privește algebra liniară subiacentă, un punct aparține unei linii dacă produsul interior al vectorilor care reprezintă punctul și linia este zero.
Liniile pot fi clasificate în trei tipuri.
- Pe trei dintre linii triplele binare pentru puncte au 0 într-o poziție constantă: linia 100 (conținând punctele 001, 010 și 011) are 0 în prima poziție, iar liniile 010 și 001 sunt formate în același fel.
- Pe trei dintre linii, două dintre pozițiile din triplele binare ale fiecărui punct au aceeași valoare: în linia 110 (care conține punctele 001, 110 și 111) prima și a doua poziție sunt întotdeauna egale, iar liniile 101 și 011 sunt formate în același mod.
- În linia rămasă 111 (care conține punctele 011, 101 și 110), fiecare triplu binar are exact doi biți diferiți de zero.

## Construcție teoretică de grup
Alternativ, cele 7 puncte ale planului corespund celor 7 elemente neidentitare ale grupului (Z 2)3=Z2×Z 2×Z2. Liniile planului corespund subgrupurilor de ordinul 4, izomorfe la Z2×Z2. Grupul de automorfisme GL (3,2) al grupului (Z2)3 este cel al planului Fano și are ordinul 168.

## Graficul Levi

Graficul bipartit Heawood. Punctele sunt reprezentate de vârfurile unei culori și liniile de vârfurile celeilalte culori.

Ca și în cazul oricărei structuri de incidență, graficul Levi al planului Fano este un grafic bipartit, vârfurile unei părți reprezentând punctele și cealaltă reprezentând liniile, cu două vârfuri unite dacă punctul și linia corespunzătoare sunt incidente. Acest grafic special este un grafic cub conectat (regulat de gradul 3), are circumferința 6 și fiecare parte conține 7 vârfuri. Este graficul Heawood, unicul cu 6 cuști.

## Colineatii

O coliniere a planului Fano corespunzătoare permutării codului Grey pe 3 biți

O coliniere, automorfism sau simetrie a planului Fano este o permutare a celor 7 puncte care păstrează colinearitatea: adică poartă puncte coliniare (pe aceeași linie) către puncte coliniare. Prin teorema fundamentală a geometriei proiective, grupul de colinare completă (sau grupul de automorfism sau grupul de simetrie ) este grupul liniar proiectiv PGL (3,2), asemenea {\displaystyle \mathrm {PGL} _{3}(\mathbb {F} _{2})} . Deoarece câmpul are un singur element diferit de zero, acest grup este izomorf pentru grupul liniar special proiectiv PSL (3,2) și grupul liniar general GL (3,2). De asemenea, este izomorf pentru PSL (2,7).
Acesta este un grup bine cunoscut (WKG) de ordinul 168 = 23·3·7, al doilea cel mai mare grup simplu non-abelian după A5 de ordinul 60.
Ca un grup de permutare care acționează asupra celor 7 puncte ale planului, grupul de colinare este dublu tranzitiv, ceea ce înseamnă că orice pereche ordonată de puncte poate fi cartografiata prin cel puțin o coliniere cu orice altă pereche ordonată de puncte. (Vezi mai jos. )
Colineatiunile pot fi, de asemenea, privite ca automorfisme de conservare a culorilor din graficul Heawood (a se vedea figura).

Dualitate în planul Fano: Fiecare punct corespunde unei linii și invers.

### Dualități
O bijecție între setul de puncte și setul de linii care păstrează incidența se numește dualitate și o dualitate de ordinul doi se numește polaritate.
Dualitățile pot fi privite în contextul graficului Heawood ca automorfisme de inversare a culorii. Un exemplu de polaritate este dat de reflectarea printr-o linie verticală care împarte în două reprezentarea graficului Heawood dată în dreapta. Existența acestei polarități arată că planul Fano este autodual. Aceasta este, de asemenea, o consecință imediată a simetriei dintre puncte și linii în definirea relației de incidență în termeni de coordonate omogene, așa cum este detaliat într-o secțiune anterioară.

### Structura ciclului

O numerotare agilă a planului Fano

Grupul de coliniere, considerat un grup de permutare a celor 7 puncte numerotate în figură, este generat de:
(1432657), (162) (374), (14) (27), (17) (24), (17) (24) (36).
Acesta cuprinde 6 clase de conjugare. Următoarele structuri de ciclu definesc fiecare o singură clasă de conjugare:
- Permutarea identității
- 21 permutări cu două 2-cicluri
- legătură=42 permutări cu 4-cicluri și 2-cicluri
- legătură=56 permutări cu două 3-cicluri

Cele 48 de permutații cu un ciclu complet de 7 formează două clase distincte de conjugare cu 24 de elemente:
- Hărțile A către B, B către C, C către D. Atunci D este pe aceeași linie ca A și B.
- Hărțile A către B, B către C, C către D. Atunci D este pe aceeași linie ca A și C.

Consultați coliniile avionului Fano pentru o listă completă.
Prin urmare, prin teorema enumerării Pólya, numărul de colorări inechivalente ale planului Fano cu n culori este:
{\displaystyle {1 \over 168}\left(n^{7}+21n^{5}+98n^{3}+48n\right)}

## Completează patrulaterele și subplanurile Fano
În orice plan proiecțional, un set de patru puncte, dintre care trei nu sunt coliniare, iar cele șase linii care unesc perechile acestor puncte este o configurație cunoscută sub numele de patrulater complet. Liniile se numesc laturi și perechile de laturi care nu se întâlnesc la unul dintre cele patru puncte se numesc laturi opuse. Punctele la care se întâlnesc părțile opuse se numesc puncte diagonale și există trei dintre ele.
Dacă această configurație se află într-un plan proiectiv și cele trei puncte diagonale sunt coliniare, atunci cele șapte puncte și șapte linii ale configurației extinse formează un subplan al planului proiectiv care este izomorf pentru planul Fano și se numește subplan Fano .
Un rezultat faimos, datorat lui Andrew M. Gleason afirmă că, dacă fiecare patrulater complet într-un plan proiecțional finit se extinde la un subplan Fano (adică are puncte diagonale coliniare), atunci planul este desarguesian. Gleason a numit orice plan proiectiv care îndeplinește această condiție un plan Fano, creând astfel o oarecare confuzie cu terminologia modernă. Pentru a compune confuzia, axioma lui Fano afirmă că punctele diagonale ale unui patrulater complet nu sunt niciodată coliniare, o condiție care se menține în planurile proiective euclidiene și reale. Astfel, ceea ce Gleason a numit avioane Fano nu satisface axioma lui Fano.

## Configurări
Planul Fano conține următoarele configurații de numere puncte și linii de diferite tipuri. Pentru fiecare tip de configurație, numărul de copii ale configurației înmulțit cu numărul de simetrii ale planului care păstrează configurația neschimbată este egal cu 168, dimensiunea întregului grup de coliniere, cu condiția ca fiecare copie să poată fi mapată la orice altă copie (vezi teorema Orbit-Stabilizer). Deoarece planul Fano este auto-dual, aceste configurații vin în perechi duale și se poate arăta că numărul de colineații care fixează o configurație este egal cu numărul de colineații care fixează configurația sa duală.
- Există 7 puncte cu 24 simetrii care fixează orice punct și dualitatea lui, există 7 linii cu 24 simetrii care fixează orice linie. Numărul simetriilor rezultă din 2-tranzitivitatea grupului de colinare, ceea ce implică faptul că grupul acționează tranzitiv asupra punctelor.
- Există 42 de perechi de puncte ordonate și fiecare poate fi cartografiat printr-o simetrie pe orice altă pereche ordonată. Pentru orice pereche comandată există 4 simetrii care o fixează. În mod corespunzător, există 21 de perechi de puncte neordonate, fiecare dintre ele putând fi mapate printr-o simetrie pe orice altă pereche neordonată. Pentru orice pereche neordonată există 8 simetrii care o fixează.
- Există 21 de steaguri constând dintr-o linie și un punct pe acea linie. Fiecare steag corespunde perechii neordonate a celorlalte două puncte de pe aceeași linie. Pentru fiecare steag, 8 simetrii diferite îl mențin fix.
- Există 7 moduri de a selecta un patrulater de patru puncte (neordonate) dintre care trei nu sunt coliniare. Aceste patru puncte formează complementul unei linii, care este linia diagonală a patrulaterului și o coliniere fixează patrulaterul dacă și numai dacă fixează linia diagonală. Astfel, există 24 de simetrii care fixează orice astfel de patrulater. Configurația duală este un patrulater format din patru linii dintre care trei nu se întâlnesc într-un punct și cele șase puncte de intersecție ale acestora, este complementul unui punct din planul Fano.
- Sunt {\displaystyle {\tbinom {7}{3}}=35} tripluri de puncte, dintre care șapte sunt tripluri coliniare, lăsând 28 de tripluri sau triunghiuri necoliniare. Configurația constând din cele trei puncte ale unui triunghi și din cele trei linii care unesc perechile acestor puncte este reprezentată de un ciclu 6 în graficul Heawood. Un automorfism de păstrare a culorilor graficului Heawood care fixează fiecare vârf al unui ciclu 6 trebuie să fie automorfismul identității. [11] Aceasta înseamnă că există 168 de triunghiuri marcate fixate numai prin colinierea identității și doar șase colineații care stabilizează un triunghi nemarcat, unul pentru fiecare permutare a punctelor. Aceste 28 de triunghiuri pot fi privite ca corespunzătoare celor 28 de bitangenți ai unui quartic.[12] Există 84 de moduri de a specifica un triunghi împreună cu un punct distinct pe acel triunghi și două simetrii care fixează această configurație. Dualul configurației triunghiului este, de asemenea, un triunghi.
- Există 28 de moduri de selectare a unui punct și a unei linii care nu sunt incidente reciproc (un anti-steag ) și șase moduri de permutare a avionului Fano, păstrând în același timp un anti-steag fix. Pentru fiecare pereche de linie punct-incidentă (p, l), cele trei puncte care sunt inegale cu p și care nu aparținlformează un triunghi, iar pentru fiecare triunghi există un mod unic de a grupa cele patru puncte rămase în un anti-steag.
- Există 28 de moduri de a specifica un hexagon în care nu există trei vârfuri consecutive pe o linie și șase simetrii care fixează un astfel de hexagon.
- Există 84 de moduri de a specifica un pentagon în care nu există trei vârfuri consecutive pe o linie și două simetrii care fixează orice pentagon.

Planul Fano este un exemplu de configurație (n3), adică un set de n puncte și n linii cu trei puncte pe fiecare linie și trei linii prin fiecare punct. Avionul Fano, o configurație (73), este unic și este cea mai mică astfel de configurație. Conform teoremei lui Steinitz configurațiile de acest tip pot fi realizate în planul euclidian având cel mult o linie curbată (toate celelalte linii situate pe liniile euclidiene).

## Teoria proiectării blocurilor
Planul Fano este un design mic de blocuri simetrice, în special un design 2-(7,3,1). Punctele proiectării sunt punctele planului, iar blocurile proiectării sunt liniile planului. Ca atare, este un exemplu valoros în teoria proiectării (blocurilor).
Cu punctele etichetate 0, 1, 2, ..., 6, liniile (ca seturi de puncte) sunt traducerile setului de diferență plană (7, 3, 1) dată de {0, 1, 3} în grup {\displaystyle \mathbb {Z} /7\mathbb {Z} .} Cu liniile etichetate ℓ 0, ..., ℓ 6 matricea de incidență (tabel) este dată de:
|    | 0 | 1 | 2 | 3 | 4 | 5 | 6 |
| -- | - | - | - | - | - | - | - |
| ℓ0 | 1 | 1 | 0 | 1 | 0 | 0 | 0 |
| ℓ1 | 0 | 1 | 1 | 0 | 1 | 0 | 0 |
| ℓ2 | 0 | 0 | 1 | 1 | 0 | 1 | 0 |
| ℓ3 | 0 | 0 | 0 | 1 | 1 | 0 | 1 |
| ℓ4 | 1 | 0 | 0 | 0 | 1 | 1 | 0 |
| ℓ5 | 0 | 1 | 0 | 0 | 0 | 1 | 1 |
| ℓ6 | 1 | 0 | 1 | 0 | 0 | 0 | 1 |

### Sistem Steiner
Planul Fano, ca design de bloc, este un sistem triplu Steiner. Ca atare, i se poate da structura unui cvasigrup. Acest cvasigrup coincide cu structura multiplicativă definită de octoniunile unitare e 1, e 2, ..., e 7 (omițând 1) dacă semnele produselor octonionale sunt ignorate (Baez 2002).

## Teoria matroidă
Planul Fano este unul dintre exemplele importante din teoria structurii matroizilor.Excluderea planului Fano ca matroid minor este necesară pentru a caracteriza mai multe clase importante de matroide, precum cele obișnuite, grafice și cografice.
Dacă împărțiți o linie în trei linii cu 2 puncte, veți obține „configurația non-Fano”, care poate fi încorporată în planul real. Este un alt exemplu important în teoria matroidei, deoarece trebuie exclus pentru multe teoreme.

## PG (3,2)
Planul Fano poate fi extins într-o a treia dimensiune pentru a forma un spațiu proiectiv tridimensional, notat cu PG(3,2) . Are 15 puncte, 35 de linii și 15 plane și este cel mai mic spațiu proiectiv tridimensional. De asemenea, are următoarele proprietăți:
- Fiecare punct este conținut în 7 linii și 7 planuri
- Fiecare linie este conținută în 3 planuri și conține 3 puncte
- Fiecare plan conține 7 puncte și 7 linii
- Fiecare plan este izomorf pentru planul Fano
- Fiecare pereche de plane distincte se intersectează într-o linie
- O dreaptă și un plan care nu conține linia se intersectează în exact un punct

## Vezi si
- Configurare proiectivă
- Loteria Transilvaniei